# Laura Collett
Laura Collett (31 de agosto de 1989) é uma ginete de elite britânica, campeã olímpica.

## Carreira
Collett ganhou o título de pônei supremo no Horse of the Year Show em 2003 quando tinha treze anos. Ela conquistou a medalha de ouro nos Jogos Olímpicos de Verão de 2020 em Tóquio, na prova por equipes, ao lado do cavalo London 52.
Após uma queda pesada de seu cavalo em 2013, Collett teve que ser ressuscitada cinco vezes e submetida a uma traqueotomia de emergência por paramédicos após sofrer uma fratura no ombro, costelas quebradas, pulmão perfurado, fígado lacerado e danos nos rins. Além disso, um fragmento do osso do ombro se desprendeu e viajou para o olho direito através de sua corrente sanguínea e danificou o nervo óptico. Ela foi colocada em coma induzido por seis dias.